# Borów Polski
Borów Polski – wieś w Polsce położona w województwie lubuskim, w powiecie nowosolskim, w gminie Nowe Miasteczko.
W latach 1975–1998 miejscowość administracyjnie należała do województwa zielonogórskiego.

## Nazwa
Borov poloicali 1220, Windisch Bohrau 1791–1938, Windischborau 1938–1945, Borów Mały 1945–1948, Borów Polski od 1948.

## Historia
Pierwsze informacje o wsi pochodzi z 1220 roku, kiedy to w dokumencie biskupa wrocławskiego Wawrzyńca napisane zostało, że dziesięcina należna biskupowi oddana została na parafię w Solnikach. Wieś przez wiele wieków związana była z rycerskim rodem Rechenbergów. Kożuchów wraz z okolicznymi wsiami otrzymali oni w 1516 roku od króla Czech. W roku 1649 wioskę przejął zakon jezuitów, który osiedlił się w otyńskim zamku zamieniając go w klasztor.
Właściciele wsi
- koniec XIII wieku- ród de Pensa
- 1391-1649 ród von Rechenbergów
- 1649-1787 zakon jezuitów
- 1787- książę Biron Piotr
- 1868 von Laucken-Wackenitz

## Zabytki
Do wojewódzkiego rejestru zabytków wpisane są:
- kościół filialny pod wezwaniem św. Klemensa, późnogotycki z XV wieku, XVI-XVII wieku

- kaplica pod wezwaniem św. Anny, z około 1600 r.
- Ruiny zamku gotyckiego z XIV wieku rozbudowanego w XVI wieku. Gotycki zamek powstał w końcu XIV w. na planie prostokąta o wymiarach 22,5 na 23,5 m. Budowę siedziby przypisuje się Heinrichowi II von Rechenberg, wymienionemu w dokumencie z 1391 r. W 1459 r. zamek zostaje zniszczony przez mieszczan wrocławskich[5]. W latach 1548–1550 rozbudowano zamek o skrzydło renesansowe od strony wschodniej na polecenie Georga von Rechenberga. Tablica erekcyjna odnaleziona na terenie zamku, wskazuje, że modernizację przeprowadzono w dwóch etapach: w pierwszym – przebudowano zapewne dom gotycki i mury kurtynowe. W drugim – zniwelowano fosę przy wschodniej ścianie gotyckiej budowli, dostawiając do niej nowe skrzydło. Nowa renesansowy budynek był czterokondygnacyjny. Do południowo-wschodniego narożnika została dostawiona także czterokondygnacyjna, cylindryczna wieża. Hans von Rechenberg, wnuk Georga, przenosi się na stałe do Otynia, a tym samym Borów przestaje pełnić rolę rodowej siedziby. Po śmierci ostatniego z von Rechenbergów linii borowsko-otyńskiej w roku 1610, Johanna Georga, przez 30 lat trwał konflikt o dziedzictwo borowsko-otyńskich dóbr pomiędzy Melchiorem von Rechenbergiem ze Sławy a Heleną von Sprintzenstein. Dobra w końcu posiadł mąż Heleny- Johann von Sprintzenstein, który zapisuje je w testamencie jezuitom. Po przejęciu majątku w 1649 r. przez jezuitów niezamieszkany zamek zaczął popadać w ruinę. Około 1800 roku runęła renesansowa wieża. W drugiej połowie XIX w. zachowana cześć renesansowa została zaadaptowana na spichlerz, w związku z czym budowla została nakryta dachem i otrzymała nowe stropy. Funkcje spichlerza zamek pełnił do 1968 roku kiedy to zawalił się dach i stropy. Od tego momentu zamek należący do Gminy Nowe Miasteczko ulega dalszej dewastacji. W latach 2001–2002 na terenie założenia przeprowadzono prace archeologiczne, w trakcie których cały teren uporządkowano. Obecnie obiekt jest ponownie zaniedbany[6].

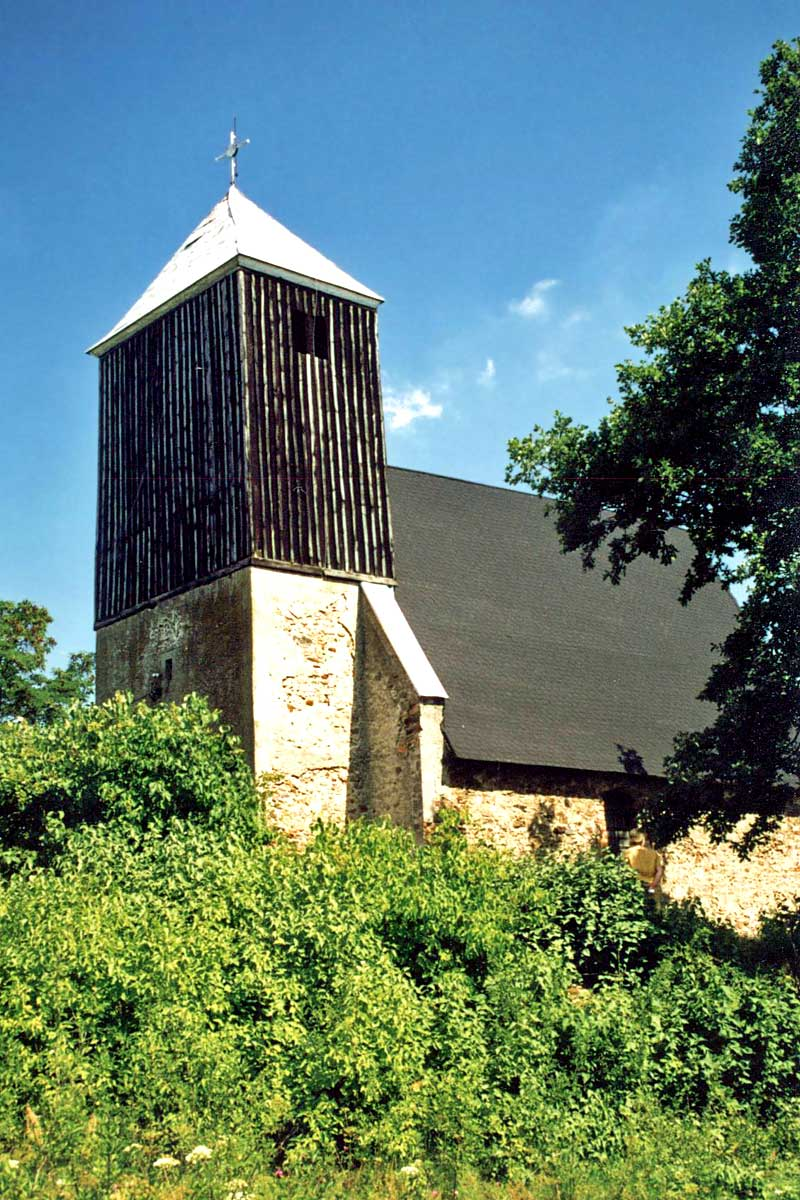
Kościół pw. św. Klemensa
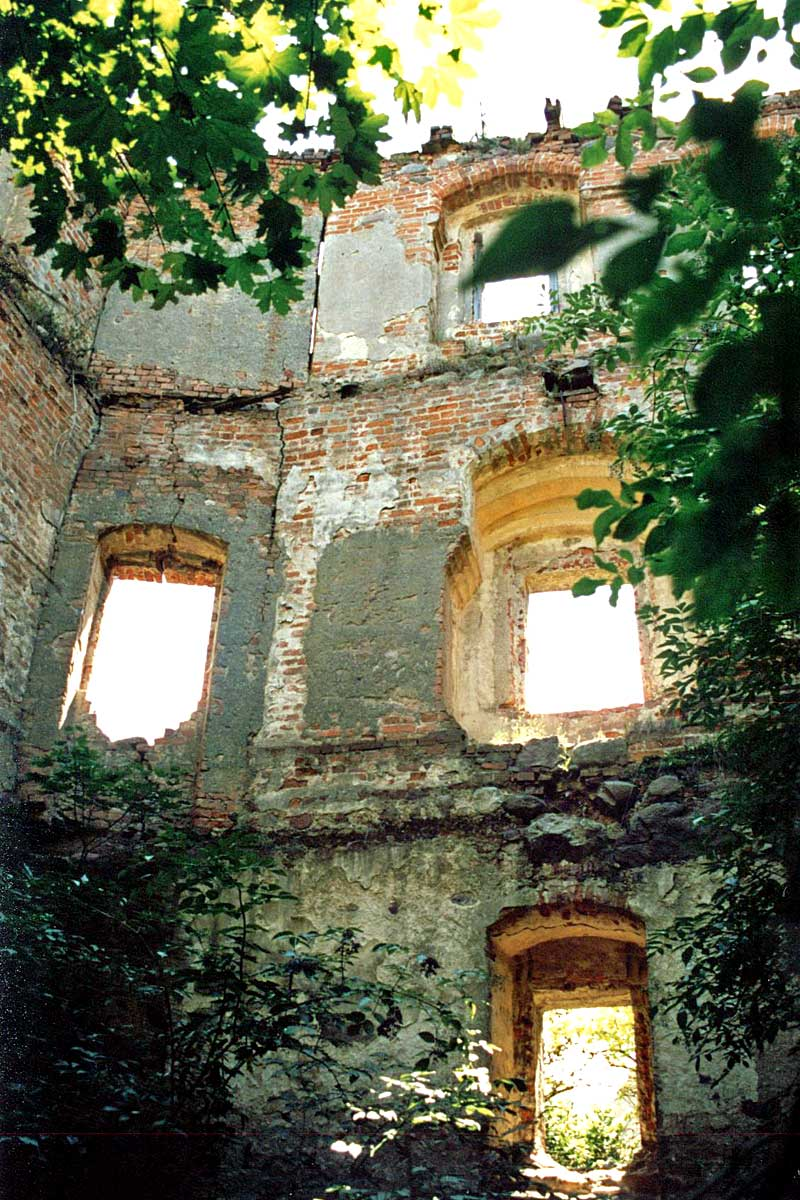
Zamek w Borowie Polskim wewnątrz

## Demografia
Liczba mieszkańców miejscowości w poszczególnych latach:
| Rok  | Ilość mieszkańców |
| ---- | ----------------- |
| 1998 | 116               |
| 2002 | 130               |
| 2009 | 130               |
| 2011 | 133               |
| 2021 | 109               |